# Баттіста Мондін
Баттіста Мондін (італ. Battista Mondin; нар. 29 липня 1926, Монте-ді-Мало, Провінція Віченца — пом. 29 січня 2015, Парма) — священник, видатний богослов і філософ, довголітній професор філософії, член Конґреґації Місіонерів Ксав'єріанців.

## Життя
Баттіста Мондін народився у Монте ді Мало (Віченца) 29 липня 1926 року, закінчив студії філософії та богослов'я у Конґреґації Місіонерів Ксав'єріанців, членом яких він є й досі. Був висвячений на священика у 1952 році.
Основні етапи його філософсько-богословської наукової діяльності: доктор філософії і релігії (у Гарвардському університеті), докторська праця стосувалася принципу аналогії у протестантській та католицькій теології (The Principle of Analogy in Protestant and Catholic Theology. Nijhoff, The Hague, 2ª вид. 1967); вільний викладач в Католицькому університеті св. Серця (в Мілані); декан філософського факультету Папського університету Урбаніана (в Римі); консультант Священної Конґреґації Клиру; Президент Асоціації Італійських Викладачів Філософії (ADIF) та Міжнародного товариства Томи Аквінського (SITA); кавалер відзнаки «Марка Твена», за «outstanding contribution to Modern Journalism» (за видатний внесок у розвиток модерної журналістики); член професорського складу Академії св. Томи; ординарний співробітник газети Osservatore Romano; член італійської Спілки журналістів; за тритомну працю Історія метафізики, яка в такому об'ємі з'явилася вперше у світі, нагороджений рідкісною золотою медаллю Данте Аліґ'єрі (1999 р.).
Учень Пауля Тілліха, Георгія Флоровського, Вернера Єґера, Гаррі Вольфсона та багатьох інших провідних вчених в царині гуманітарної освіти в Гарвардському університеті о. Баттіста Мондін перейняв від них мужність і силу віри в вищість буття (про що навчав Тілліх), любов і пошану до святоотцівської (Флоровський) та давньогрецької думки (Єґер), вміння творити епічний синтез філософсько-богословських вчень (Вольфсон).

## Творчість
Отець Мондін — це історик філософії, самобутній культуролог, експерт у філософській антропології і метафізиці. До його творчого наукового доробку належать численні публікації в наукових журналах, близько сотні книг, серед яких варто пригадати наступні (в італ. тут і далі титули видань та місця їхнього друкування подаються у перекладі українською):
1. Філософія буття св. Томи Аквінського. — Рим, 1964.
2. Екуменізм у католицькій Церкві перед, впродовж і після Собору. — Рим, 1966.
3. Антологія філософської думки св. Томи Аквінського. — Рим. 1967.
4. Принцип аналогії у протестантській та католицькій теології, (в англ.), 1963; [2-е вид.] — The Hague, 1968.
5. Пауль Тілліх і трансмітологізація християнства. — Турин: Борла, 1967.
6. Секуляризація: Смерть Бога? — Турин, 1969. — 94 с.
7. Філон і Климент (Дослідження походження релігійної філософії). — Турин, 1969. — 141 с.; [2-е вид.] — Рим, 1984. — 223 стор.
8. Людина та світ, Христос і Церква в головних течіях сучасного богослов'я. — Фоссано, 1969. — 183 с.
9. Деклерикалізація священика; чи святість у кризі? — Турин, 1969. — 86 с.
10. Теологи смерті Бога. — Турин, 1968; [2-е вид.], Турин, 1970. — 221 с.
11. Від радикальної теології до теології «комічної» — Богословські перипетії Гарвея Кокса. — Рим: Койнес, 1970. — 139 с.
12. Єресь нашого століття. — Турин: Борла, 1971. — 197 с.
13. Чи Христос ще у підпіллі? — Парма, 1972, 1. — 96 с.; [2-е вид.] — Мілан: Массімо Едіторе, 1981. — 192 с.
14. Надія, спасіння і непомильність. — Рим: Койнес, 1972, 1. — 219 с.
15. Великі богослови XX століття, Католицькі богослови, (Турин, 1969. — 330 с.); Протестантські і православні богослови, (1969. — 350 с.); у двох томах, [2-е вид.] — Турин, 1972.
16. Різновиди «практичного богослов'я». — Брешья: Кверініана, 1973, 1. — 112 с.
17. Секуляризаційний теологічний рух, (в есп.). — Мадрид, 1973.
18. Надія в марксизмі та християнська надія (в есп.). — Опорто, 1973.
19. Богослови надії. — Турин: Борла, 1970. — 151 с.; [2-е вид.] — Турин, 1974.
20. Філософія і християнство в католицькій і протестантській теології. — Турин, 1974.
21. Вступ до фундаментальних філософських проблем. — Мілан: Массімо, 1974. — 236 с.
22. Філософія Томи Аквінського у коментарі на Сентенції, (в англ.). — The Hague, 1975. — 130 с.
23. Проблема богословської мови від зародження до сьогодні. — Брешья, 1971, 1. — 508 с.; [2-вид.], 1975.
24. Богослов'я нашого часу. — Рим: Едіціоне Паоліне, 1975. −214 с.
25. Людина: хто вона? (Елементи філософської антропології). — Мілан: Массімо, 1975. — 366 с.; [4-е вид.], 1982. — 390 с.; [7-е вид.] — Мілан, 1993. — 436 с.
26. Модерні христології, панорама. — Рим: Апес, 1973, 1. — 127 с.; [2-е вид.]. — Рим: Едіціоні Паоліне, 1976. — 218 с.; [3-є вид.] — 232 с.
27. Вступ до філософії. — Мілан: Массімо, 1976. (335 с.); [3-є вид.] — Мілан, 1979.
28. Народжується в Африці Третя Церква. — Мілан: Массімо, 1976. — 176 с.
29. Філософи Заходу, у трьох томах, [3-є вид.] — Мілан, 1977. (т. 1 — 256 с.; т. 2 — 256 с.; т. 3 — 420 с.).
30. Богословська антропологія. — Альба: Едіціоні Паоліне, 1977. — 342 с.
31. Богослови визволення. — Рим: Борла, 1977. (192 с.). пер. польською: — Варшава, 1989. — 176 с.
32. Богословська мова, Як говорити про Бога сьогодні. — Альба: Едіціоні Паоліне, 1977. — 190 с.
33. Метафізична герменевтика св. Томи. — Кальтанісетта, 1977. — 75 с.
34. Нове католицьке богослов'я. — Рим: Едіціоні Логос, 1977. — 220 с.; 1978.
35. Культура, марксизм і християнство. — Мілан: Едіціоні Массімо, 1979. — 225 с.
36. Нові еклезіології: актуальне зображення Церкви. — Рим: Едіціоні Паоліне, 1980. — 384 с.
37. Християнський гуманізм. — Брешья: Пайдейя-Урбаніана Юніверсіті Прес, 1980. — 278 с.
38. Нова культура для нового суспільства (Аналіз епохальної кризи модерної культури і проекти щодо її подолання), [2-е вид.]. — Мілан, 1982. — 348 с.
39. Філософська антропологія. — Рим: Папський університет Урбаніана, 1983. — 297 с.; 1989. — 305 с.
40. На стежках Будди. — Рим: Діно, 1983. — 92 с.
41. Цінність-Людина. — Рим: Діно, 1983. — 251 с.; Цінність людини, [2-е вид.]. — Рим: Діно Едіторе, 1988, 1. — 250 с.
42. Курс історії філософії, у трьох томах. — Мілан, 1983–1984. т. 1. — 368 с.; т. 2. — 309 с.; т. 3. — 602 с. Перевидання 1992.
43. Вступ до богослов'я — Мілан, 1983. — 465 с.; [2-ге вид.] — Мілан, 1991, 1. — 440 с.
44. Говорити про Бога. — Брешья: Ла Скуола, 1983. — 211 с.
45. Європа на велосипеді. — Рим: Діно, 1984. — 196 с.
46. Філософська система св. Томи з Аквіну (Актуальне читання томістичної філософії). — Мілан, 1985. — 270 с.; 1992 [2-ге вид.].
47. Мислення св. Августина: філософія, теологія та культура. — Рим: Чітта Нуова, 1988. — 370 с.
48. Історія середньовічної філософії. — Рим: PUU Урбаніана, 1985. — 425 с.; [2-е вид.] 1990. — 464 с. (також перекладена на англ.: A history of medieval philosophy. — Milano: Theological Publications, 1991, 1. — 394 c.).
49. Енциклопедичний словник з філософії, теології та моралі. — Мілан: Массімо, 1989. — 856 с.; [2-ге вид.] Мілан, 1994. — 1500 статей, 960 с.
50. Вільна людина. — Рим: Діно, 1989. — 259 с.
51. Жертовність, пережиття, реінкарнація. — Мілан: Анкона, 1989. — 235 с.
52. Гуманістичні науки і богослов'я. — Рим: PUU Урбаніана, 1989. — 510 с.
53. Бог: Хто Він є? (Елементи філософської теології) — Мілан, 1990. — 450 с.; 1993.
54. Енциклопедичний словник думки св. Томи з Аквіну. — Болонья, 1991. — 687 с.; [2-е вид.] 2001.
55. Словник богословів. — Болонья, 1992. — 994 с.
56. Філософія і культура в Європі завтра. — Вид. Чітта Нуова, 1993, 1. — 224 с.
57. Підручники догматичного богословя, в п'яти томах. — Болонья, 1993–1994:
58. Людина згідно з образом Божим, Новий курс догматичного богослов'я, т. 1. — Болонья, 1992. — 400 с.
59. Ісус Христос спаситель людини, Новий курс догматичного богослов'я, т. 2. — Болонья, 1993. — 460 с.
60. Пресвята Трійця: Таїнство любови, Новий курс догматичного богослов'я, т. 3. — Болонья, 1993. — 450 с.; [2-е вид.] 2010. — 448 с.
61. Церква таїнство любови, Новий курс догматичного богослов'я, т. 4. — Болонья, 1993. — 398 с.
62. Мешканці неба, Новий курс догматичного богослов'я, т. 5. — Болонья, 1994. — 336 с.
63. Філософія культури та цінностей. — Мілан, 1994.
64. Енциклопедичний словник пап. — Рим: Чітта Нуова, 1995. — 661 с.
65. Історія богослов'я, в чотирьох томах. — Болонья, 1996-97. — 2535 с.
66. Міф і релігії. — Мілан, 1997. — 264 с.
67. Історія метафізики, в трьох томах. — Болонья, 1998. — 2206 с.
68. Підручники систематичної філософії, в шести томах. — Болонья, 1999–2000:
69. Логіка, семантика і гносеологія. — Болонья, 1999. — 315 с.
70. Епістемологія і космологія. — Болонья, 1999. — 287 с.
71. Онтологія і метафізика. — Болонья, 1999. — 383 с.
72. Проблематика Бога — Філософія релігії і філософське богослов'я. — Болонья, 1999. — 264 с.
73. Філософська антропологія, філософія культури і виховання. — Болонья, 2000. — 384 с.
74. Етика і політика. — Болонья, 2000. — 367 с.
75. Христологія св. Томи Аквінського. — Рим: Папський університет Урбаніана, 1998. — 251 с.
76. Історичний і богословський словник Місіонерства. — Рим: Папський університет Урбаніана, 2001.
77. Історія філософської антропології, у двох томах. — Болонья, 2002 (1-ий том — 632 с.; 2-ий том — 745 с.).
78. Метафізика св. Томи Аквінського та її інтерпретатори. — Болонья, 2002. — 542 с.

Переклади з Томи Аквінського:
1. Божа всемогутність (De potentia), Спірні питання (Questioni Disputate) 8-9, у двох томах. — Болонья, 2003. т. 1 — 784 с.; т. 2 — 670 с.
2. Коментар на «Божественні імена» Діонісія Ареопагіта. — Болонья, 2004. — 570 с.
3. Коментар на апостола Павла. Т. 1. Послання до Римлян. — Болонья, 2005. — 1024 с.
4. Коментар на апостола Павла. Т.2. Перше послання до Корінтян. — Болонья, 2005. — 924 с.
5. Коментар на апостола Павла. Т. 3. Друге послання до Корінтян і до Галатів. — Болонья, 2006. — 930 с.
6. Коментар на апостола Павла. Т. 4. Послання до Ефесян, Филип'ян і Колосян. — Болонья, 2008. — 762 с.
7. Коментар на апостола Павла. Т. 5. Послання до Солунян, Тимотея, Тита і Филимона. — Болонья, 2008. — 720 с.
8. Коментар на апостола Павла. Т. 6. Послання до Євреїв. — Болонья, 2008. — 784 с.
9. Коментар на «Фізику» Аристотеля, у трьох томах. — Болонья 2004–2005. т. 1 — 634 с.; т. 2 — 778 с.; т. 3 — 706 с.

## Наукова діяльність
Відомий науковець Олена Казимирчак-Полонська (черниця Олена), доктор фізико-математичних наук, доктор філософії Варшавського університету і духовна дочка о. Сергія Булгакова, назвала Баттіста Мондіна «одним із провідних богословів сучасного католицизму», поруч з іменем католицького німецького теолога Ганса Кюнга та ін., які нерозривно служать Богові і духовній культурі релігійного відродження Католицької церкви (Монахиня Елена, Профессор протоиерей Сергий Булгаков 1871–1944, М. — С. 256).
Як професор і науковець о. Мондін читав лекції в Папському університеті св. Урбана (Pontificia Universitas Urbaniana), де працювали у свій час отці Корнеліо Фабро, Даріо Компоста, Луїджі Больйоло та Еммануелє Северіно, — на бакалавріаті з історії середньовічної філософії, з філософської антропології, а на ліцензіяті та докторських студіях він викладав філософію релігійної мови, філософію св. Томи, філософію культури, платонівську філософію і християнську культуру у св. Августина, історію метафізики від Канта до Гайдеґера (Кант, Розміні, Гайдеґер). Проф. Мондін підготував велике число докторів філософії для цілого світу.
Папський університет Урбаніана — це інституція Католицької Церкви, яка відзначатиме свої 400 літ життя. Варто пригадати історію цього навчального закладу, який піднесений до ранґу Папського університету лише 1 жовтня 1962 року, за декілька днів перед початком ІІ Ватиканського Собору, з власного почину (Motu proprio «Fidei Propagandae») папи Івана ХХІІІ. Урбаніана має своє коріння в Колегії Урбано, що заснована папою Урбаном VIII за його буллою «Immortalis Dei Filius» від 1 серпня 1627 року. Понад 300 років її осідок був на площі Еспанії, де зараз знаходиться Конґреґація у справах Евангелізації Народів («Propaganda Fide»). У 1928 році Колегія Урбано за папи Пія ХІ перемістилася на узвишшя Джаніколо, спершу у скромне старе приміщення, а згодом — у сучасну величну споруду. Завданням Колегії Урбано, а потім папського університету Урбаніана, було формування священиків для місій. Від початку свого заснування університет складався з двох факультетів: богословського та філософського, які могли надавати вчені ступені. У новітні часи спочатку постала кафедра Місіології, а в подальшому з декретом від 1 вересня 1933 року Місіонерський інститут. Від 1997 року університет розпочав глибоку реструктуризацію. Філософський факультет добився визнання дипломів і вчених ступенів на рівні італійської держави.
У 1960 році о. Корнеліо Фабро, видатний багатолітній вчений на філософському факультеті, заснував Вищий інститут по дослідженню атеїзму, який тепер носить назву Вищий інститут по дослідженню безвір'я, релігій та культур. Студентом Урбанського університету був кард. Ньюман, коли готувався до свячень (30 травня 1847 року). Від 1966 року Урбаніана з великою відповідальністю поставилася до заснування філій та згромаджень, особливо в Африці та Азії, але теж в Америці, Океанії та Європі. Це 86 таких інституцій чисельністю 11 000 студентів. У свої перші відвідини цього навчального закладу папа Іван Павло ІІ зауважив: «Ваш університет, варто наголосити, є майже що конкретним та видимим знаком універсальності Церкви, яка охоплює собою у властивій єдності різноманітність всіх народів».
В Урбанському університеті навчалось чимало українських студентів, але мало хто бодай трохи написав про своїх вчителів. Ось як пригадує філософські студії в цьому закладі о. І. Музичка [правопис автора]: «У нас філософське поле стоїть пусткою. Тоді в атеною (тобто університеті), в якому ми вчилися, філософія не стояла високо, але мав він сьогодні вже відомого італійського філософа Корнелія Фабра, який славився своїм методологічним підходом, вмінням захопити філософією своїх учнів і глибиною філософської думки… З його окремого тоді академічного курсу томістичної філософії скористалося з нас тільки двоє. Наша Церква може бути на нашому філософському полі сівачем і піонером». (Музичка Іван, Від Ріміні до Риму. Спогад, Лондон, 1986. — С. 25). Перу о. Музички належать кмітливі спостереження щодо значення св. Томи Аквінського, питанню особи, які друкувалися в журналі «Богослов'я», та книга, що видана малим тиражем (400 прим.) «Християнство в житті особи і народу» (Київ, 1999).
Про великих попередників о. Мондіна в цьому навчальному закладі вже дали свої свідчення науковці, опубліковані книги, укладені бібліографічні покажчики, завдяки яким можна порівнювати і його внесок у філософсько-богословську спадщину.
Після відходу проф. Мондіна з головування філософським факультетом Урбаніани, донедавна його очолював о. Альдо Вендем'яті, а нині монс. Ґвідо Маццота.
Отець Мондін знаходить прихисток на вул. Аврелія в місіонерському чині отців Ксав'єріанців (Congregazione dei Missionari Saveriani, за адресою: Mondin G. Battista, SX, Ord. Fil., via Aurelia, 287, 00165 Roma).
Наприкінці 1989 року директор видавництва студії отців домініканців о. Отторіно Бенетолло подав проф. Мондінові ідею самостійно справити словник думки св. Томи. Без сумніву, багата спадщина Аквіната, потребувала такого довідника, і проф. Мондін сповнив це поважне діло з науковою прискіпливістю щодо вибору тем для висвітлення. Про св. Тому, здається, він знає все. Йому, як історику, відоме історичне тло в якому проживав св. Тома, відомий зміст його писань, його система. Але проф. Мондін користується неабияким хистом сповіщати те, що сам пропустив крізь своє серце, і саме цим його писання відрізняються від витворів багатьох прихильників томістичних поглядів. З-під його погляду не здатне вислизнути те суттєве, що характеризує охоплення інтелективним зором реальності, навіть на рівні поетів-метафізиків, як це трапилось в однойменній школі англійських поетів (наприклад, у Джона Донна), а завжди воно співвіднесене з нашою сучасністю, висвітлене з дивовижною легкістю і невимушеністю. Ось його характеристика епохи в якій трапилось жити св. Томі:
«В його часи не було автомобілів, поїздів, літаків, і навіть ровера; не було кіно, радіо, газет, телебачення; не було гармат, зброї, ракет чи комп'ютера. Його культурний світ, який ще не знав див науки і технологій, був цілковито іншим від нашого. Навіть мова була іншою: офіційною мовою була латина; на латині говорилося, на латині писалося та проповідувалося. Знаряддя праці носили ще ручний характер, тоді коли звичаї, закони, вартості та основи були натхнені християнством. Правління було християнською республікою, яке могло мати своїми вельможами делегатів короля та імператорів, але найвищим діючим володарем визнавався тільки Святіший Отець» (Dizionario… С. 7).
Те, що читач може знайти у цій книзі, так це широко задокументований синтез мислення св. Томи на всі аргументи, які ним трактовані: особливо ті, які розглядають богослов'я, філософію і мораль, але які також містять відомості про літургіку, св. Письмо, політику, педагогіку, соціологію, біологію, фізику, астрономію, історію філософії та ще багато іншого, — зауважує сам проф. Мондін:
«Св. Тома, це енциклопедичний мислитель. В його творах обійнятий весь світ знань, який був відомий в його часи: безперечно, ще, принаймні, бідний у науковій царині, але вкрай багатий і плідний у філософській, богословській та гуманістичній площинах… Звісно, св. Тома не все добачив, і не все обґрунтував, не лише у площині природничих наук, (в якій був необізнаний), але, навіть у площині віри, богослов'я та філософії. Та все ж, там, де він заторкував ці складні сфери, то майже завжди він промовляв ті слова, які матимуть невмирущу вартість. Св. Тома любив Бога понад всяку річ, але в Бозі він особливо любив істину: а в спогляданні істини Бога він, вже в цьому житті, посмакував радощами вічного життя» (там само, С. 6).
Отець Мондін надзвичайно прислужився на ниві розвою християнської філософії. Мабуть, після Е. Жільсона, К. Фабро та Л. Больйоло, його ім'я найдоречніше вписується в коло прихильників і оборонців цього «залізного дерева». Він організовував і очолював симпозіуми по актуальності християнської філософії (на пошану о. Л. Больйоло, 1998 року), провів річні курси-читання енцикліки «Віра і розум», саме, як вступ до якої, у великій залі Урбаніяни 11 листопада 1998 року виголосив, тоді ще кард., Ратцінґер у присутності Івана Павла ІІ. Думки, які висвітлені в енцикліці, були йому дуже близькими та рідними.
Мондін подав детальні описи багатьох, як давніших експертів у питаннях томізму, так і своїх сучасників, на сторінках Історії метафізики (т. ІІІ). Це справжня енциклопедія у царині метафізики. До метафізики проф. Мондін відчуває особливий пієтизм. Ось як він сам зізнається в цьому у передмові до цього шедевру:
"Між філософськими предметами метафізика, разом із антропологією, завжди була для мене найбільш захоплюючою. Моє зацікавлення метафізикою сходить до тих часів, коли я молодим студентом Гарвардського університету мав нагоду слухати останні курси про Аристотеля, які вів такий маєстат як Вернер Йєґер, тлумачачи, безпосередньо за давньогрецьким текстом, перші шість книг Метафізики. Попередньо, в бостонському університеті оо. Єзуїтів (славний Boston College) я слухав, і завжди лише за оригінальним давньогрецьким текстом, тлумачення на Республіку Платона. Таким чином, перше ніж я отримав докторський ступінь у Гарварді, я вже міг насолоджуватися, завжди свіжими і здатними втамувати спрагу, джерелами цариці будь-якого людського знання, джерелами, якими я не міг знехтувати навіть тоді, коли, трохи пізніше, моя увага зосередилася головно на найбільшому з усіх християнських метафізиків, Томі з Аквіну. Систематичній реконструкції його метафізики я спеціально присвятив три твори: Філософія буття св. Томи з Аквіну (1964); Філософія буття у св. Томи Аквінського. Коментар на книгу Сентенцій (1975); Філософська система Томи з Аквіну (1992, [2-е вид.]) ". (MONDIN B. La filosofia dell'essere di S. Tommaso d'Aquino (Herder, 1964); The Philosophy of Being in St.Thomas Aquinas Commentary to the Sentences (Nijhof, 1975); Il sistema filosofico di Tommaso d'Aquino (Massimo, 1992 [2 ed.]).
Властиво, зауважує Мондін, це цілком новий твір, якому в літературі можна віднайти тільки маленький попередник у німецькій мові (Див.: M. Wundt. Geschichte der Metaphysik. Berlin, 1931).
16 вересня 1998 року професор Баттіста Мондін став лауреатом honoris causa університету Святого Серця (USC) м. Сан Паоло у Бразилії. Він користується великою славою і престижем у Бразилії. П'ятнадцять його книг перекладено португальською. Зокрема: Людина. Хто вона?, Вступ до філософії та Історія філософії досягли восьмого перевидання і застосовуються в багатьох університетах і семінаріях. Перекладені його Енциклопедичний словник по філософії, теології і моралі та Історія метафізики. Його книги видані багатьма мовами світу, особливо англійською, еспанською, португальською, французькою, німецькою, польською, литовською, корейською, а також українською. Як справжній місіонер, він проводить надзвичайний вплив світової євангелізації, що базується на пошані та гідності людської особи на тому філософському рівні, що просвічений Об'явленням.
Для Мондіна інкультурація завжди розумілась як суттєвий момент воплочення Божого Слова. Він розглядав постать Аристотеля як головного зв'язкового у міжкультурологічному діалозі і як загальну мету трьох схоластик — погодження віри з розумом, підкреслюючи потребу нової інкультурації Євангелія, що була б проведена новою мовою відповідно до мови і ментальності людини нашого часу.

### Дослідження про творчість Баттісти Мондіна
- Antropologia, metafisica, teologia. Studi in onore di Battista Mondin: filosofo, teologo e ciclista, A cura di Renato Serpa. ESD: Bologna 2003. — 686 с.

### Рецензії на переклади праць Баттісти Мондіна українською Б. Завідняка
- В. Петрушенко. Розширення горизонтів вітчизняної філософської думки. Рецензія до виходу українською мовою праці Б. Мондіна Онтологія і метафізика // Вісник кафедри філософії Університету «Львівська політехніка». Львів 2011. — С. 120–123.

- Віталій Мазуренко. Одеський національний університет ім. І. І. Мечникова. Мондін Баттіста. Підручник систематичної філософії: Том 3. Онтологія і метафізика / Пер. з італ. Б. Завідняка. — Жовква: Місіонер, 2010. — 284 с. // сайт кафедри філософії УКУ.

- Ганна Трегуб. Путівник у метафізичному морі. Український переклад «Онтології і метафізики» Баттісти Мондіна. // Всесвіт. № 7-8. 2012. — С. 239–242.

- «Грандіозна епопея людської думки про сутність і буття». Переклад книги італійського автора, зроблений Богданом Завідняком, відзначено Форумом видавців у Львові // «Жива вода». № 3. березень 2011. — С. 11

- Вийшов у світ український переклад книги отця Баттісти Мондіна «Філософія релігії і теодіцея». Б. Завідняк. Про о. Мондіна і про книгу. — сайт отців василіян «Місіонер» [Архівовано 20 грудня 2013 у Wayback Machine.].

- Богдан Завідняк. Battista Mondin, Storia della metafisica, 3 voll., ESD Bologna 1998. — 630 c.; 764 c.; 800 c. // Сайт кафедри філософії УКУ. Рецензії 2009–2012.

- Богдан Завідняк. Battista Mondin. Il problema di Dio. Filosofia della religione e Teologia filosofica. Manuale di filosofia sistematica. Vol. 4. Edizioni Studio Domenicano. Bologna 1999. — 264 c. // Сайт кафедри філософії УКУ. Рецензії 2009–2012.

- Презентація книги Баттісти Мондіна «Онтологія і метафізика» за участю перекладача, доктора філософії Богдана Завідняка // Радіо Воскресіння.